# North Thompson Oxbows East Park
North Thompson Oxbows East Park är en park i Kanada.   Den ligger i provinsen British Columbia, i den centrala delen av landet, 3 200 km väster om huvudstaden Ottawa. North Thompson Oxbows East Park ligger 775 meter över havet.
Terrängen runt North Thompson Oxbows East Park är huvudsakligen bergig, men österut är den kuperad. North Thompson Oxbows East Park ligger nere i en dal som går i öst-västlig riktning. Trakten runt North Thompson Oxbows East Park är nära nog obefolkad, med mindre än två invånare per kvadratkilometer..
I omgivningarna runt North Thompson Oxbows East Park växer i huvudsak barrskog.